# The Rapture (Band)
The Rapture ist eine US-amerikanische Rockband, die Elemente aus Genres wie Dance, Post-Punk oder Acid House vereint. Die Band aus New York City wurde 1998 gegründet, löste sich im März 2014 stillschweigend auf und formierte sich im Februar 2019 neu.
Populär wurde die Band mit den Singles House of Jealous Lovers und Sister Saviour von ihrem ersten Album Echoes, das wie klanglich verwandte Bands wie !!!, Radio 4 oder Out Hud von The DFA produziert wurde. 2004 spielten The Rapture auf der Hauptbühne des Curiosa Festival, welches durch Nordamerika tourte. 2006 erschien ihr zweites Album Pieces of the People We Love auf Vertigo Records und Universal Music.
Außerdem steuerten sie mit Echoes das Titellied zu Misfits bei.

## Diskografie
Studioalben
- 2003: Echoes
- 2006: Pieces of the People We Love
- 2011: In the Grace of Your Love

Extended Plays
- 1999: Mirror
- 2001: Out of the Races and Onto the Tracks
- 2001: Insound Tour Support Series No. 19

Singles
- 1998: The Chair That Squeaks
- 2002: House of Jealous Lovers
- 2003: Killing / Give Me Every Little Thing (Split-Single mit The Juan MacLean)
- 2004: Love Is All
- 2004: Sister Saviour
- 2006: Get Myself Into It
- 2006: Whoo! Alright — Yeah... Uh Huh (People Don’t Dance No More)
- 2007: Pieces of the People We Love
- 2007: The Sound
- 2008: No Sex for Ben
- 2011: How Deep Is Your Love?
- 2011: Sail Away
- 2012: In the Grace of Your Love